# جيمس هاي (سياسي)
جيمس هاي (بالإنجليزية: James Lawrence Hay)‏ هو عامل اجتماعي وسياسي نيوزلندي، ولد في 17 مايو 1888، وتوفي في 26 مارس 1971 بكرايستشرش في نيوزيلندا.